# Thibaudia nutans
Thibaudia nutans é uma espécie vegetal pertencente à família Ericaceae, endêmica da região do Monte Roraima.